# 成吉思汗的后代
《成吉思汗的后代》（俄語：Потомок Чингисхана，又译《亚洲风暴》）是一部1928年的苏联电影，伍瑟沃罗德·普多夫金执导，Osip Brik、Ivan Novokshonov编剧，Valéry Inkijinoff主演。它与《母亲》（1926）和《圣彼得堡的末日》（1927）一起组成“革命三部曲”。

## 剧情
1918年，一个年轻淳朴的蒙古牧民兼猎人被欧洲资本主义毛皮贸易商骗去了宝贵的狐皮。交易后他出手伤人，逃到山上。他在1920年成为苏维埃游击队员，帮助他们反对英国军队占领。然而，他被英国人捕获，当时他们试图从牧民征用牲畜。他被带出去枪毙，军队发现了一张文书，表明他是成吉思汗的直系后裔。他们发现他还活着，所以军队恢复他的健康状况，并计划用他做傀儡政权头领。但最后，他的愤怒终于爆发，领导牧民起义。